# Taghjijt
Taghjijt (franska: Taghjijt (CR), Taghjijt (Commune Rurale), arabiska: تكانت) är en kommun i Marocko.   Den ligger i provinsen Guelmim och regionen Guelmim-Oued Noun, i den centrala delen av landet, 600 km söder om huvudstaden Rabat. Antalet invånare är 4 224.